# Ommata viriditincta
Ommata viriditincta är en skalbaggsart som beskrevs av Giesbert 1991. Ommata viriditincta ingår i släktet Ommata och familjen långhorningar. Inga underarter finns listade i Catalogue of Life.